# Pamiers
Pamiers (em occitano:  Pàmias)  é uma comuna francesa na região administrativa de Occitânia, no departamento de Ariège. Pamiers fica na região natural de Plaine de Ariège, a 52 km a sul de Toulouse, 17 km a norte de Foix, 61 km a oeste de Carcassone e 72 km a leste de Saint-Gaudens. É importante cruzamento de vias de comunicação terrestres.
Está edificada ao longo do rio Ariège, do qual derivam canais que cruzam o seu centro histórico antigo (inscritos desde julho de 1999 como monumentos históricos).

## História
A cidade tem uma rica história. A presença romana no território está demonstrada, em particular pela descoberta de partes de uma estátua de bronze do deus Mercúrio extraordinariamente bem preservada e de um sepulcro do terceiro século antes de Cristo.
No século V, o rei visigodo Teodorico I de Tolosa (atual Toulouse) deixou a Frederico, um de seus filhos, o território correspondente à atual cidade, chamado naquela época Frédélas (ou seja, "o campo de Frederico"). Antonino de Pamiers (453?-506?), filho de Frederico, converteu-se ao cristianismo e evangelizou a região. Foi criado um santuário para abrigar as suas relíquias depois de ser martirizado pelos arianos. Este lugar data de antes de 961, data do primeiro registo escrito conhecido sobre a história da cidade. Gradualmente o santuário foi sendo substituído por uma abadia construída sobre o outro lado do rio e tomou o nome de Abadia de Santo Antonino depois de terem sido transferidas para lá as relíquias do santo no século X (ano 987).
No século XII a cidade teve um grande desenvolvimento, apesar dos problemas na região, resultantes do problema dos cátaros. Pamiers foi nomeado reduto da ortodoxia. O Papa Bonifácio VIII recompensou a lealdade da cidade tornando-a sede de bispado, em 1295, e nomeando Bernard Saisset abade. Saisset tornou-se o principal intermediário entre o Papa e Filipe IV da França na cruzada albigense. A cidade foi enriquecida por numerosas ordens religiosas e católicas estabelecidas nos territórios do município atual, e além da sua missão evangélica, também se desenvolveu a educação entre a população da região (especialmente os dominicanos, franciscanos, mas também, agostinianos, clarissas, carmelitas, jesuítas ou o hospital da Ordem de Malta). Nestes tempos, o número de conventos em Pamiers era da mesma ordem do de cidades como Toulouse, Bordéus e Paris.
As Guerras Religiosas Francesas foram devastadoras para a cidade. As várias igrejas foram destruídas (exceto as torres que foram usadas como guarda e pontos de observação). Em 1629, o príncipe de Condé Henrique II tomou-a, totalmente devastnado o burgo, e enviou o seu povo para as galeras.
Durante a Revolução Francesa, Pamiers tornou-se um lugar onde a tensão foi extrema, o espírito revolucionário dos Appaméens não aprovado pela sede episcopal da cidade, que perderia este assento,tal como o seu Présidial (edifícios onde os tribunais de justiça se localizam em França) pelo que foram excluídos os lírios da heráldica da cidade.
No século XIX, em 1817, uma fábrica metalúrgica foi construída, tornando-se posteriormente o motor económico da cidade.

## Personagens ilustres
- Gabriel Fauré, compositor (1845-1924)
- Théophile Delcassé, político (1852 - 1923)
- Jacques Fournier, (1279 - 1342). Bispo de Pamiers que foi posteriormente Papa Bento XII (papa de Avinhão de 1334 a 1342)
- Marc Guillaume Alexis Vadier, político, (1736-1828)
- Caroline Montigny-Rémaury, pianista (1843-1913)